# Liu Wei (tennistavolista)
Liu Wei (刘伟S; 27 ottobre 1969) è un'ex tennistavolista cinese.

## Carriera
All'apice della carriera ha conquistato la medaglia d'argento nella gara del doppio alle Olimpiadi di Atlanta 1996.